# Joan Mey
Joan Mey o Joan de Mey Flandro (Opprech, Dendermonde, Comtat de Flandes, finals segle XV – València, desembre 1555), fou un destacat impressor flamenc actiu des de 1542 fins a 1555, principalment a la ciutat de València.
L'inici de l'activitat de Joan Mey a València suposa un canvi qualitatiu de la impremta en aquesta ciutat. En la seva primera impressió coneguda de 1543 apareix el text amb lletra redona però amb algunes línies en cursiva. És el començament de la tipografia humanística, dotada amb tipus llatins, grecs i hebreus, adequada per a imprimir les obres dels humanistes valencians, si més no, com Joan Baptista Anyés, Pere Joan Nunyes o Miquel Jeroni Lledesma, entre d'altres.

## Vida i obra
Joan Mey, d'origen flamenc i fill d'Egidi de Mey, podria haver estat a València des de 1535 treballant com a oficial impressor a la impremta de Joan Navarro però sols apareix documentat des de 1542. S'estableix en la ciutat de forma pràcticament ininterrompuda, tot i que també imprimeix a Múrcia (en 1549) i a Alcalá de Henares (entre 1550 i 1554).
La primera obra indiscutiblement sortida dels tallers tipogràfics de Mey és l'Apologia in defensionem virorum de Joan Baptista Anyés, publicada en col·laboració amb Joan Baldoví el 5 de febrer de 1543, la qual també representa la primera obra sortida de tallers valencians que utilitza els caràcters itàlics.

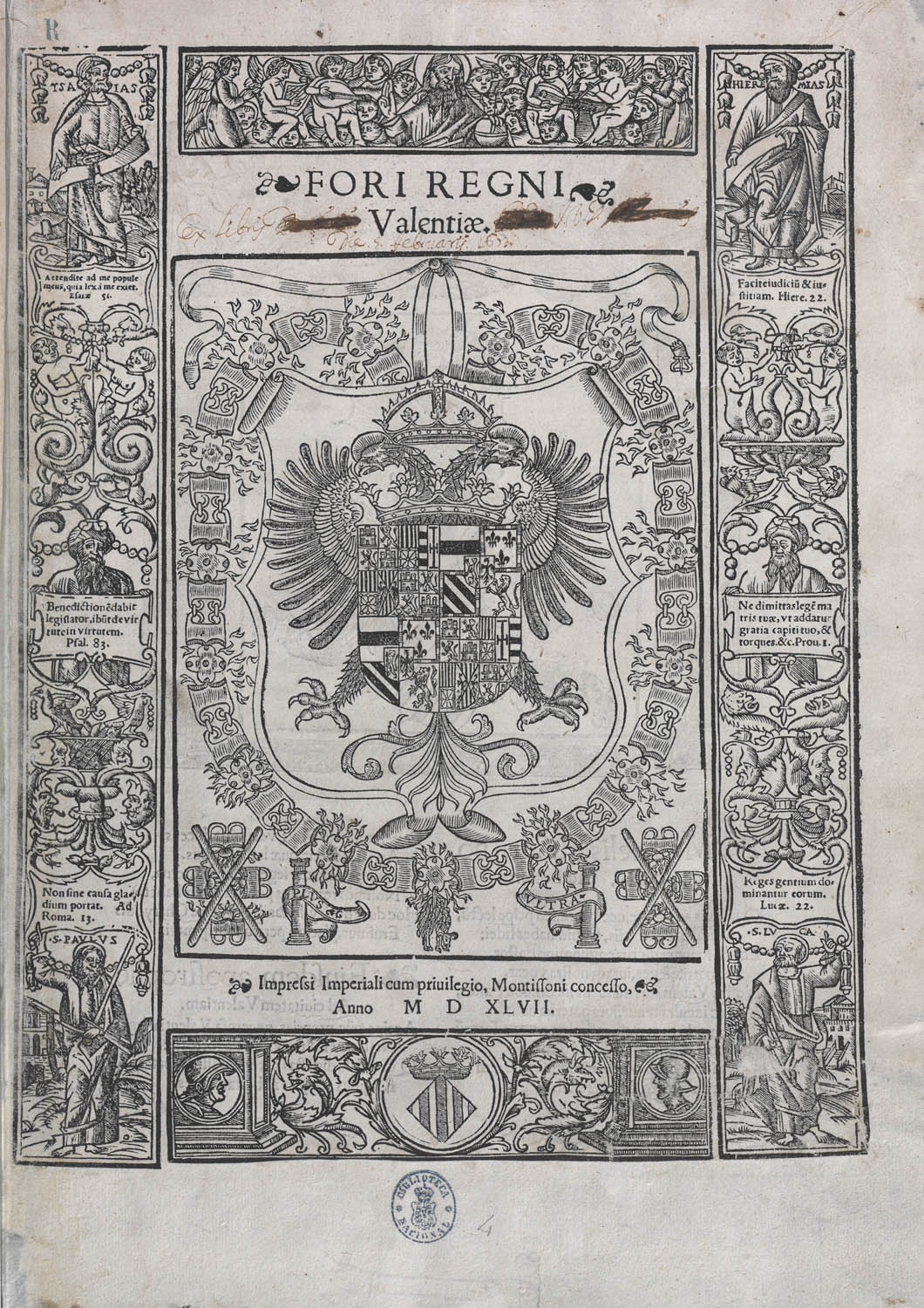
Portada dels Fori Regni Valentiae (1547).

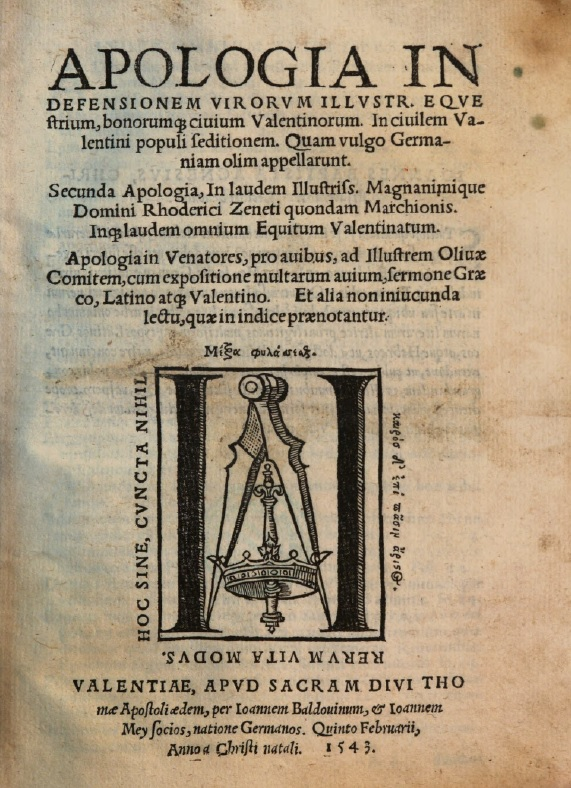
Portada de l'obra Apologia in defensionem virorum (1543) de Joan Baptista Anyés.

En aquests primers anys de la seva activitat tipogràfica predominen obres espirituals o religioses, però també publica obres d'autors humanistes, llatinistes o hel·lenistes, obres mèdiques o clàssics grecollatins, i obres institucionals. Entre els autors dels quals publica obra seva destaquen Joan Baptista Anyés –Missa de vigilia et custodia in divae Mariae Virginis, ad postulandam eius custodiae protectionem (1544) o Constitutiones sive ordinationes insignis metropolitanae ecclesiae Valentinae ab eius primaeva fundatione et origine (1546)–, Francesc Dassió –Epistola ad serenissimum et caesarem Principem dominum Georgium ab Austria, archiepiscopum valentinum i Oratio per Onofrium Clementem discipulum non poenitendum (1547) o Brevis in Erasmi copiam epitome instituendis pueris utilissima (1548)–, Pere Antoni Beuter -Primera parte de la Corónica General de toda España y especialmente del reyno de Valencia (1546) o De ordine librorum sanctorum apud Synagogam et Ecclesiam (1547)–, Pere Ximeno –Dialogus de re medica compendiaria ratione (1549)–, Andreu Sempere –Prima vereque compendiaria grammaticae latinae institutio (1546)– o Miquel Jeroni Lledesma –Graecarum institutionum compendium (1545) o Pleuritide commentariolus (1546)–. Algunes obres clàssiques publicades són Stagyritae metaphysicorum libri XII (1547) d'Aristòtil, Prima primi canonis (1547) d'Avicenna o Pro T. Annio Milone Oratio (1548) de Ciceró. I pel que fa a les obres institucionals, publica els Furs i actes de Cort de les Corts de 1537 i 1542, actuant el llibreter Pere Borbó –amb qui mantindrà una duradora relació comercial– com a intermediari, i la publicació el 1547 de la compilació del dret foral valencià, els Fori regni Valentiae.
Joan Mey no és sols un tipògraf que només imprimeix a les ordres dels seus clients o promotors. Prompte comença a confeccionar un programa editorial de llarg termini, de manera que no sols estructura l'activitat tècnica sinó que assumeix un paper en la producció intel·lectual que surt de les seves premses.
El nivell productiu minva l'any 1548 i, possiblement per això, el taller es trasllada a Múrcia l'any següent. Les necessitats institucionals i la vàlua tipogràfica de Joan Mey prompte mouen el Consell a convèncer-lo de tornar a València i, per a aconseguir-lo, li ofereixen 15 lliures anuals d'ajuda de costa, en principi per a tres anys, el 27 de novembre de 1549, i poc després, el 30 d'abril, li autoritzen obrir una llibreria. A més a més, el tracten de mestre. Tornat a València i convençut per les concessions municipals, tramita immediatament la documentació d'aveïnament, que li és concedit el mateix 1550.

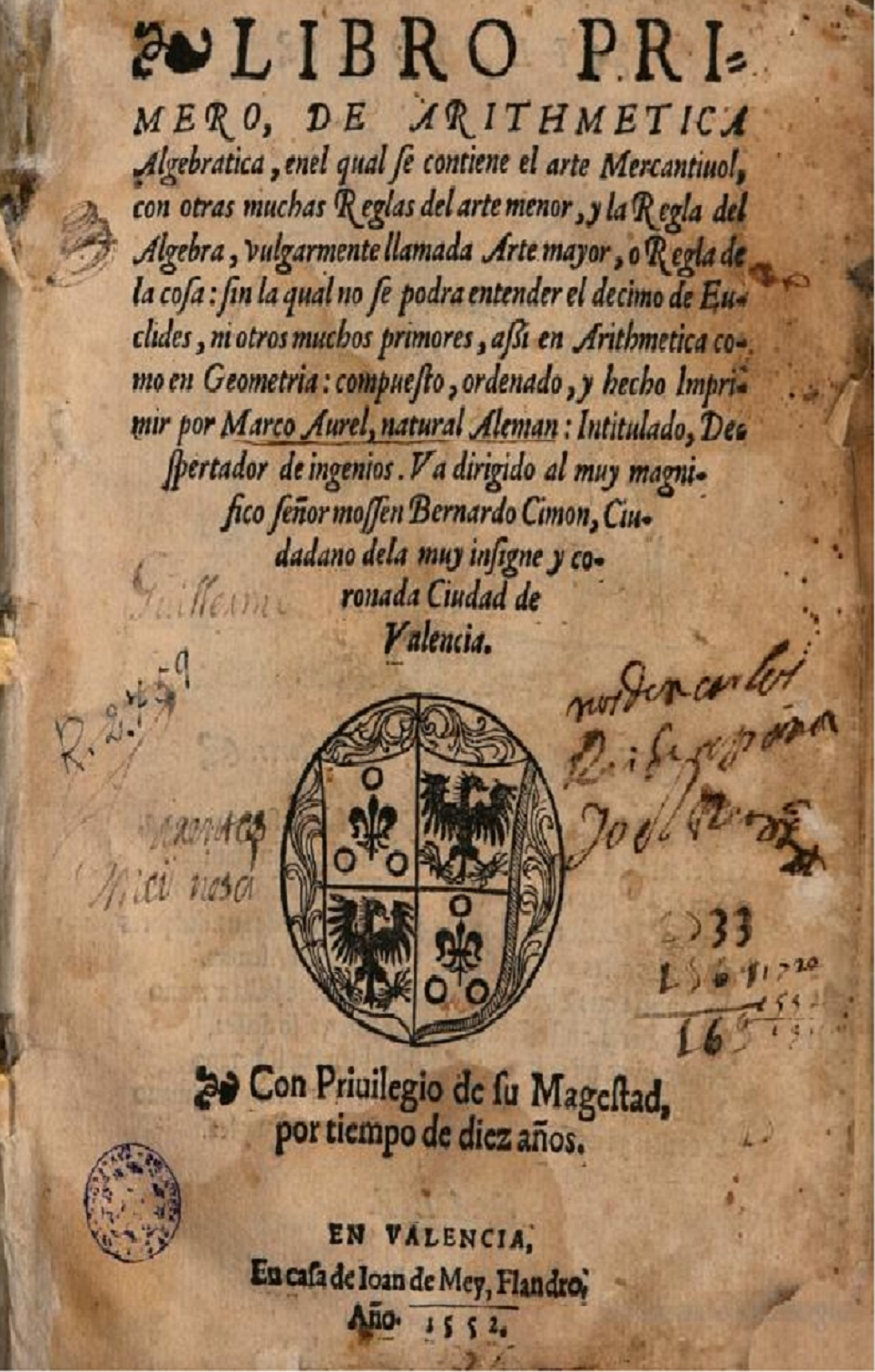
Portada de l'obra Arithmetica Algebratica (1552) de Marco Aurel.

El 12 de febrer de 1550 fa testament, en el qual estableix hereva universal a la seva muller, Felipa Jerònima Galés, a qui encarrega el manteniment i educació dels fills que llavors tenien (Àngela Serafina, Ysabet Scolàstica, Joan Felip i Anna Ypòlita) i les directrius sobre el manteniment de l'empresa tipogràfica. Posteriorment arribaran altres dos fills: Francisca Egipcíaca i Pere Patrici.
L'any 1550, ja retornat a València, surten de les seves premses obres com Apologeticon panegyricon de Joan Baptista Anyés, Praecipuae ac maxime necessariae divi Thomae Aquinatis materiae in latinarum rationem de Francesc de Borja, Cinquenta bivas preguntas con otras tantas respuestas d'Hernán López de Yanguas, Chaeronei Philosophi historisque clarissimi opuscula moralia de Plutarc o Libro de refranes de Pedro Vallés. A més a més, realitza encàrrecs per a l'Hospital General de València: plecs solts de gojos, estampes o cartells, per a afavorir la predicació i augmentar la devoció o per a demanar almoines; que signifiquen uns ingressos considerables i constants per a la impremta. El 1551 publica, entre altres obres, la Segunda parte de la crónica general de España de Pere Antoni Beuter i Comedicorum omnium principis epidemi de Pere Jaume Esteve, i en ambdues obres utilitza una nova cursiva, obra del gravador de punxons i fonedor François Guyot, que apareix a Anvers el 1547 i que Mey potser adquireix quan es trasllada a Flandes per a desaveïnar-se.

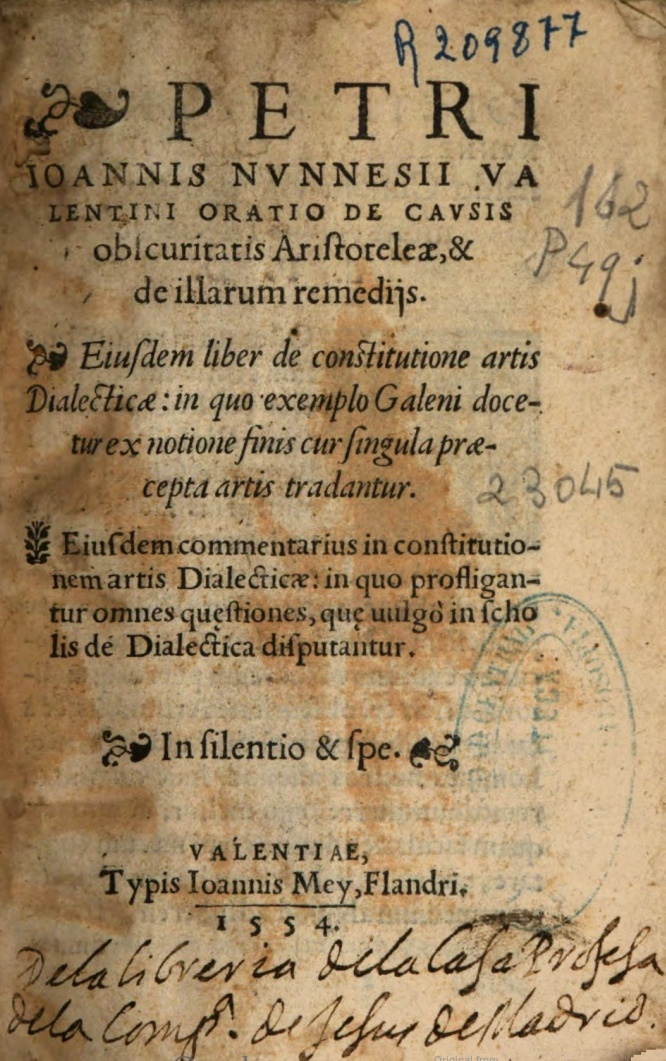
Portada de l'obra Oratio de causis obscuritatis Aristoteleae (1554) de Pere Joan Nunyes.

A mitjan 1552 Mey es trasllada a Alcalá de Henares per a instal·lar una impremta, tot i que a València la seva muller manté el negoci familiar. Des d'octubre de 1552 fins a 1554 es coneixen 22 edicions complutenses, totes encarregades pels llibreters alcalains Luis Gutiérrez, Juan Tomás o Bartolomé de Robles, o el llibreter madrileny Juan de Medina. La primera obra s'imprimeix a l'octubre, La premática... para que nungún mercader ni tratante... vayan a...todo el reyno de Francia... (1552) i, a més a més, en aquesta ciutat publica, entre d'altres, Momo (1553) de Leone Battista Alberti, Elegantiarum latinae linguae libri sex (1554) de Lorenzo Valla i In libros Perihermenias Aristotelis (1554) de sant Tomàs d'Aquino. Des d'Alcalá de Henares Joan Mey demana al Consell municipal de València una major ajuda per a mantenir el taller a la ciutat, i el Consell, el 7 de desembre de 1552, decideix concedir-li durant deu anys, 30 lliures anuals, a canvi de la garantia de mantenir obert el taller tipogràfic a la ciutat aquests deu anys.
A València el treball no s'atura. El 1552 surten de les premses de l'empresa familiar un bon nombre d'obres, entre d'altres, el Libro primero de arithmética algebrática de Marco Aurel, Pro lege Manilia oratio de Ciceró, Epitome libri de copia verborum Erasmi Roterdami de Francesc Joan Mas, la Theriaca de Nicandre de Claros, Institutiones oratoriae de Pere Joan Nunyes o Tabulae totius dialectices artium reliquarum de Cornelius Valerius. L'any següent l'activitat continua amb De sphaera mundi libri tres de Baltasar Manuel Bou, Tabulae breves et expeditae in praeceptiones de Ciceró i George Cassander, De urinis liber spurius Jano Cornario interprete de Galè, Institutionem dialecticarum de Petrus Ramus i Aphthonii clarissimi rhetoris progymnasmata de Juan Lorenzo Palmireno. El 1554 la impremta continua publicant a bon ritme, entre d'altres,  De mundi sphaera d'Oronce Finé, Oratio de causis obscuritatis Aristoteleae, et de illarum remedijs i Institutionum physicarum quatuor libri priores collecti methodicus ex decretis Aristotelis, tots dos de Pere Joan Nunyes, Segunda parte de la cavalleria celestial de las hojas de la rosa fragante de Jerónimo Sampedro o Libro compuesto por fray Anselmo Turmeda d'Anselm Turmeda.
Després de l'experiència alcalaína Joan Mey torna al taller familiar que havia dirigit la seva muller mentre estava absent. Les obres continuen sortint durant tot l'any 1555. Així, entre d'altres, publica Orlando enamorado de Matteo Maria Boiardo, Morborum internorum fere omnium et quorundam externorum curatio brevi methodo comprehensa de Miquel Joan Pasqual i els Furs, capítols, provisions i actes de Cort de les Corts celebrades en 1547 i 1552.
Estant malalt, el 17 de desembre de 1555, signa uns codicils. Mor els darrers dies de l'any, a casa seva, al carrer de la Mar, parròquia de Sant Tomàs. I l'1 de gener de 1556 el notari de la família, Lluís Joan Vaziero, publica el testament a instància de la seva viuda, Jerònima Galès, en la mateixa casa familiar.